# Botryllus maeandrius
Botryllus maeandrius är en sjöpungsart som först beskrevs av Sluiter 1898.  Botryllus maeandrius ingår i släktet Botryllus och familjen Styelidae. Inga underarter finns listade.